# Skylloura
Skylloura  (in greco Σκυλλούρα?, in turco Yılmazköy o Şillura) è un villaggio del distretto di Lefkoşa della Repubblica Turca di Cipro del Nord, o de jure del distretto di Nicosia della Repubblica di Cipro. Sino al 1974 Skylloura è sempre stato un villaggio misto. 
Nell'ultimo censimento ufficiale del 2011, il villaggio aveva una popolazione di 953 abitanti.

## Geografia fisica
Il villaggio è situato a circa a metà strada tra le città di Morphou e Nicosia, ai margini settentrionali della pianura della Messaria. Nella città si incontrano le due strade principali Morphou-Nicosia e Kyrenia-Lapithos-Skylloura.

## Origini del nome
Secondo Goodwin il nome del villaggio potrebbe derivare da "skillos", che significa "cane" in greco, o da una pianta chiamata "avroskilla". Fino al 1964, il villaggio era misto, abitato da ciprioti greci e turchi. Nel 1958 i turco-ciprioti adottarono il nome alternativo "Yılmazköy" ("Villaggio coraggioso").

## Società

### Evoluzione demografica
Skylloura è sempre stato un villaggio misto. Nel censimento ottomano del 1831, attuato su basi confessionali, i cristiani (greco-ciprioti) costituivano una leggera maggioranza della popolazione (55%). Nel 1891 quest'ultima percentuale aumentò al 65%. Durante il periodo britannico, mentre la popolazione greco-cipriota aumentava costantemente, la popolazione turco-cipriota fluttuava. Tuttavia, nel 1960 la proporzione greco-cipriota della popolazione era scesa al 63%.
I primi spostamenti legati al conflitto interetnico avvennero nel 1958. Nessuno fu sfollato dal villaggio, ma a causa della tensione intercomunitaria causata dalla lotta dell'EOKA e con l'incoraggiamento della leadership turco-cipriota, la maggioranza dei turco-ciprioti di Akoursos/Akarsu nel distretto di Paphos lasciarono il loro villaggio e si trasferirono a Skylloura. Dopo la creazione della Repubblica di Cipro nel 1960, quasi tutti i turco-ciprioti di Akoursos/Akarsu tornarono al loro villaggio. Il secondo spostamento legato al conflitto fu nel dicembre 1963-64, in seguito al rapimento e all'assassinio di diversi turco-ciprioti di Skylloura e del vicino villaggio di Agios Vasileios/Türkeli. Dopo questi eventi, tutti i turco-ciprioti di Skylloura fuggirono in villaggi turco-ciprioti più sicuri come Fota/Dağyolu, Ağırdağ, Geunyeli e Ortakeuy/Ortaköy. Il numero degli sfollati fu di circa 300, secondo le cifre del censimento del 1960. Nel 1968, dopo la rimozione delle linee di difesa delle enclavi turco-cipriote, nessuno dei turco-ciprioti di Skylloura vi fece ritorno.
Il terzo spostamento legato alla guerra ebbe luogo nel 1974, quando tutti i greco-ciprioti di Skylloura fuggirono dal villaggio dall'esercito turco che avanzava. Attualmente, come molti sfollati greco-ciprioti, essi sono sparsi nel sud dell'isola, con una grande comunità nella città di Nicosia.
Attualmente, il villaggio è occupato dai suoi abitanti originari turco-ciprioti, anche se gran parte del villaggio è ora un campo militare. Secondo il censimento del 2006 la popolazione del villaggio ammontava a 785 abitanti, anche se probabilmente la metà di questo numero è dato dalle famiglie del personale militare di stanza nel villaggio.